# Paroeme montana
Paroeme montana là một loài bọ cánh cứng trong họ Cerambycidae.